# Sten Mårtens
Sten Gustaf Reinhold Mårtens, född 17 februari 1924 i Stockholm, död där 20 november 2007, var en svensk psykiater. Han var son till Harald Mårtens och Ingrid Sundell.
Efter studentexamen i Stockholm 1942 blev Mårtens medicine kandidat vid Uppsala universitet 1945, medicine licentiat vid Karolinska Institutet i Stockholm 1949, medicine doktor där 1966 på avhandlingen Effects of Exogenous Human Ceruloplasmin in the Schizophrenic Syndrome, docent i psykiatri vid Karolinska institutet samma år, överläkare vid Rålambshovs sjukhus (Konradsberg) 1967–72, chef vid Förenta nationernas narkotikabyrå i Genève 1972–75, överläkare vid Beckomberga sjukhus 1975–78, biträdande professor vid University College i Cork 1978–82 och docent vid Trinity College i Dublin från 1983.